# Castrum d'Orgueil
Le castrum d'Orgueil est un ensemble fortifié situé dans le département du Lot, sur le territoire de la commune de Mauroux.

## Historique
Le castrum d'Orgueil dont il ne subsiste plus que des ruines, est un ancien castrum. Les premiers seigneurs connus font leur apparition vers 1114 à l'occasion d'une donation à l'abbaye de Moissac par un certain Gausbert-Borrelh d'Orgueil.
La maison d'Orgueil apparaît dans les textes en 1130. Certains historiens la font descendre de la famille de Gourdon, mais elle est plus probablement issue des seigneurs de Luzech.
La villa est mentionnée en 1238, puis le castrum est cité en 1245, mais les deux termes, villa et castrum, ont un sens identique à cette époque. 
Six co-seigneurs se partagent le dominium sous la suzeraineté du comte de Toulouse. La maison d'Orgueil possède encore l'essentiel du castrum. En 1246, l'évêque de Cahors prétend y exercé aussi des droits de suzeraineté mais a dû être débouté. À côté de la famille d'Orguil, sont cités les familles de Bar (ou Albaro), de Montfavès, del Bosc et, un peu plus tard, de Lézergues. Les Albaro ou de Bar sont apparentés à une branche de la famille de Gourdon.
La protection du comte de Toulouse a probablement été nécessaire aux co-seigneurs du castrum d'Orgueil pour se protéger au cours de luttes locales peut-être dues au développement du commerce fluvial sur le Lot. Un port sur le Lot était associé au castrum. Le barrage du Fossat, autrefois Manhac, encore visibles à 1 km en aval était mentionné en 1292 comme étant situés subtus castrum Orgolhii. Les Montfavès sont d'origine agenaise et sont connus pour avoir donné un cardinal sous le pontificat de Jean XXII.
Les co-seigneurs, qualifiés de barons, ont donné au castrum une charte des coutumes vers 1270-1271. Après la mort d'Alphonse de Poitiers et Jeanne de Toulouse, le roi de France Philippe IV le Bel est l'héritier des droits du comte de Toulouse. Il a limité le pouvoir des chevaliers et des donzels locaux en établissant à Orgueil un bayle royal en 1292.
Pendant la guerre de Cent Ans, les co-seigneurs d'Orgueil ont été très attachés à la cause du roi d'Angleterre, duc d'Aquitaine. Le castrum est alors transformé en camp retranché occupé par des compagnies "anglaises". En 1348, l'un des seigneurs d'Orgueil a participé à la mise à sac de la bastide royale de Montcabrier et à la prise du castrum de Puy-l'Evêque. 
La compagnie "anglaise" de Guillaume de Clarens est à Orgueil en 1380. Celle de Jean Lescop s'est maintenue à Orgueil en 1387. Il tient aussi Penne-d'Agenais et Moissaguet.
Début juillet 1387, le comte d'Armagnac, capitaine-général, a convoqué à Rodez les trois États d'Auvergne, Velay, Gévaudan, Rouergue, Quercy, les trois sénéchhaussées de Toulouse, Carcassonne et Beaucaire pour délibérer avec eux les moyens à remédier aux maux qui frappent le pays. Il est décidé de faire avec les principaux chefs des compagnies un traité par lequel ils s'engagent à évacuer les places qu'ils occupent contre la somme de 250 000 francs. Les capitaines des compagnies ont accepté le traité et la date de paiement et d'évacuation des places a été fixé en septembre mais cette évacuation va se faire lentement dans le Quercy car le pays est ruiné. En 1389, Gaillard de Durfort-Duras, du parti anglais, tient encore garnison à Orgueil. 
Pour faire cesser les attaques sur le voisinage, le castrum a été acheté 11 000 francs par le comte d'Armagnac.
Le castrum est abandonné vers 1390. On note qu'en 1395 la place d'Orgueil apparaît parmi la liste des lieux qualifiés deserta destructura desemperata.
Les recherches faites en 1970 ont permis de retrouver dans le lit du Lot, à l'aval du castrum, un barrage, ou payssière, constitué de pieux en bois, pour faciliter le passage des barges, les restes d'appontements et d'un moulin banal. Des fouilles de sauvetage faites en 1982 ont permis de redécouvrir partiellement le castrum.
Les ruines du castrum d'Orgueil sont inscrites au titre des monuments historiques le 3 août 1993.